# 전주계열성
전주계열성은 주계열 단계에 이르기 전의 항성을 부르는 용어이다. 전주계열성에는 황소자리 T형 항성이나 오리온자리 FU형 항성(2 태양질량 미만), 허빅 Ae/Be 별(2 ~ 8 태양질량)이 있다. 항성 주위를 둘러싸고 있던 물질들이 중심부의 압축되고 뜨거운 곳으로 낙하하면 중앙부의 뜨거운 곳은 원시별이 된다. 이후 진화가 진행되면서 주변의 가스 및 먼지층이 흩어지고 강착 단계가 끝을 맺으면 항성은 전주계열성 단계로 진입한다.
주계열성이 수소를 헬륨으로 바꾸며 일어나는 핵융합 반응인 양성자-양성자 연쇄 및 CNO 순환 과정을 통해 에너지를 생산하는 것과 달리, 중력수축이 주 에너지원이다. HR 도표에서 태양질량의 50퍼센트가 넘는 전주계열성들은 하야시경로를 따라 움직이며(도표 상에서 거의 수직으로 하강), 이후 헤니에이경로를 따라 움직인다(도표 상에서 수평으로 좌측이동하여 주계열 선상으로 움직임).
전주계열성들은 분광형 측면에서 보통의 주계열성들과는 구별되며, 주계열성에 비해 복사 에너지를 강렬하게 발산하는 경향이 있다.
주계열성들은 항성탄생선을 지난 후 가시광선 영역에서 보이기 시작한다. 전주계열성 단계의 총 길이는 별의 일생 중 1퍼센트에도 미치지 못한다.(반대로 주계열 단계에서는 전체 일생의 80퍼센트 이상을 보낸다)
전주계열성 단계의 모든 별들은 주변에 밀도 높은 별주위 원반을 지니고 있다고 추측되며, 이 곳에서 행성들이 생겨나는 것으로 보인다.

## 같이 보기
- 원시 행성계 원반
- 원시별
- 항성진화
- 젊은 항성체

## 참고 문헌
- 엔싸이버 : 항성의 진화[깨진 링크(과거 내용 찾기)]